# Verein für Kindervolksküchen und Volkskinderhorte
Der Verein für Kindervolksküchen und Volkskinderhorte wurde 1893 von dem jüdischen Kaufmann Herrmann Abraham in Berlin ins Leben gerufen.

## Geschichte

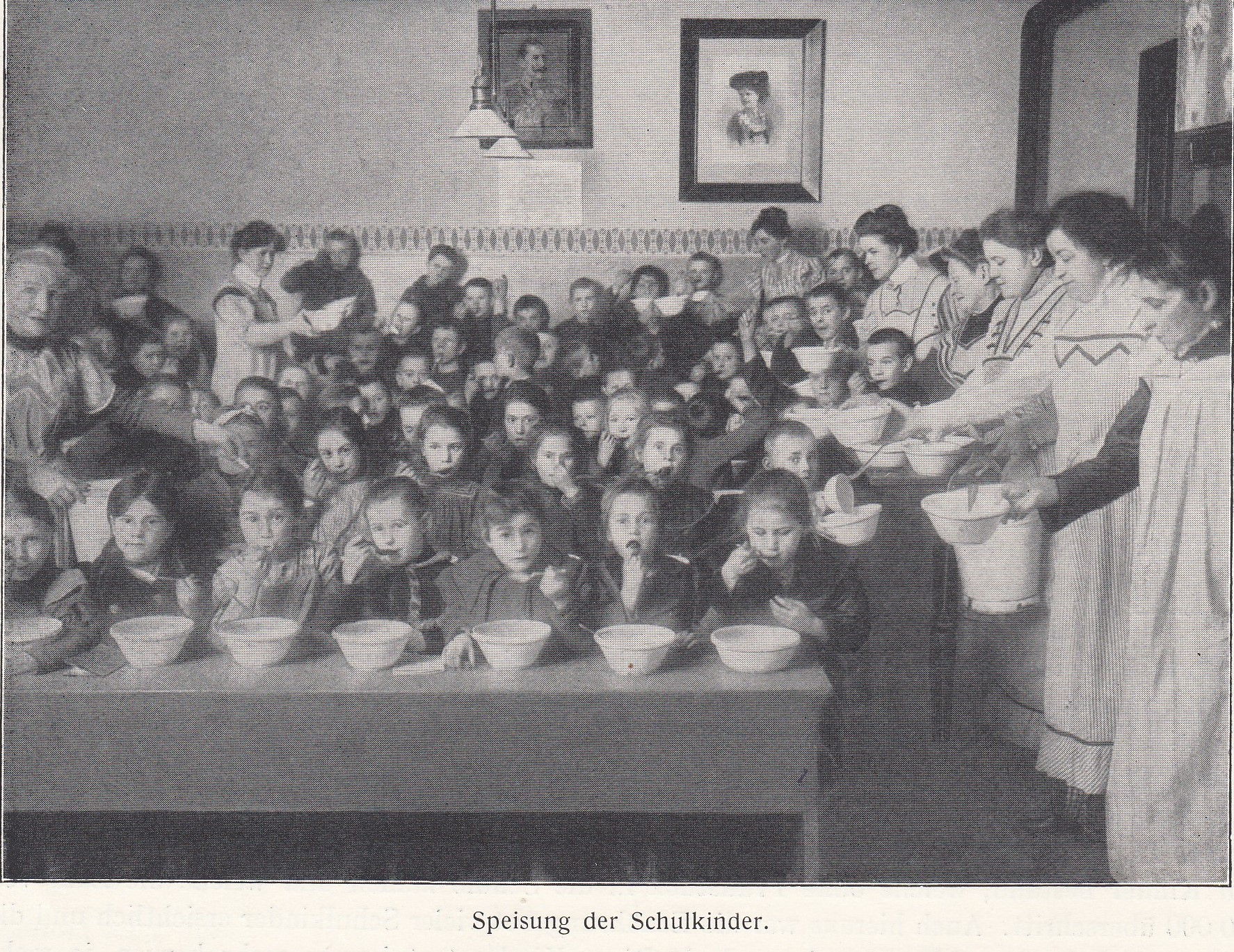
Speisung der Schulkinder, archiviert im Ida-Seele-Archiv

Der Verein, dessen stellvertretender Vorsitzender der jüdische Rechtsanwalt Max Steinschneider war, begann nach seiner Gründung mit der Errichtung von Küchen überall dort, wo die ärmere Bevölkerung ihren Wohnsitz hatte: Gesundbrunnen, Wedding, Moabit, im Norden und Osten der Stadt. „Die ersten Kinder-Volksküchen waren am 15. November 1893 für den Norden in der Stralsunder Straße 68 und im Zentrum in der Klosterstraße 99 eröffnet worden.“
Im Jahre 1910 eröffnete der Verein gleichzeitig 13 Horte für insgesamt 600 bis 700 Kinder. Einen Hort durften die Kinder besuchen, „die auch seitens der Armenbehörden bereits als fürsorgepflichtig festgestellte waren“. Im Jahre 1913 hatte der Verein beispielsweise an 1.069.483 Schulkinder Mittagessen verteilt, an nicht nichtschulpflichtige Kinder ca. 1000 Mittagessen:
Das erforderliche Geld für die Kinderspeisung sammelte Abraham in den besten Kreisen der Gesellschaft durch Kollekten, Spendeneinwerbung, Benefizkonzerte und Wohltätigkeitsbasare. In vielen Fällen wurde das Geld sehr offensiv eingeworben, eine Praxis, die von Kritikern nicht immer als würdig empfunden wurde.
Die vom Verein in seinen Einrichtungen errichteten Hilfs- und Beratungsstellen wurde Müttern „in allen Fällen, wo es sich um Fürsorge für die Kinder handelt, von den Damen des Vereins Rat erteilt und in allen Fällen der Ernährungsnot wird Freispeisung für die Kinder gewährt“ (zit. n. Prospekt, archiviert im Ida-Seele-Archiv). Die Speisung der Kinder erfolgte während des ganzen Jahres, sowohl an den Schultagen, als auch während der Schulferien.
Die Nazis lösten den Verein auf.